# 윤동한
윤동한(尹東漢, 1947년 12월 30일 ~ 대구 출생)은 대한민국의 기업인이다.

## 생애
계성고등학교(대구)를 졸업하고 영남대학교 경영학과에 4년 장학생으로 진학한다. 1970년 대학을 졸업하고 농협중앙회에 입사했고, 1974년 경영대학원을 나와 농협 5년 근무를 마치고 당시 중소기업이었던 대웅제약에 입사한다. 15년간 근무하면서 최연소 부사장이 되고 나서 회사를 그만두고 한국콜마를 창업하여 직원 6명을 데리고 사업을 시작했다. 
2016년 6월 해외에서 고려시대 불화인 수월관음도를 구입해 국립중앙박물관에 영구기증 의사를 표명했다.
2019년 8월 11일 오후 2시경, 유튜브 리섭TV 영상을 올려서 비판받고 한국콜마 대표이사 회장직에서 사퇴하였다.

## 참조
1. ↑  “[CEO 라이벌 열전] '너는 내 숙명' 한국콜마 윤동한 vs 코스맥스 이경수”. 2018년 3월 20일. 2019년 8월 9일에 확인함.
2. ↑  “CEO Info. - 스몰캡 CEO”. 2019년 8월 9일에 원본 문서에서 보존된 문서. 2019년 8월 9일에 확인함.
3. ↑  윤동한 회장, 牛步千里 경영…세계 '화장품 한류' 열풍 이끈다 《한국경제》, 2014년 9월 16일
4. ↑  '바보' 소리 듣던 윤동한·최양하 《한국경제》, 2014년 9월 23일
5. ↑  “윤동한 한국콜마 회장, 일본서 고려불화 '수월관음도' 구입해 국립중앙박물관 기증”. 2016년 10월 4일에 확인함.
6. ↑  “윤동한 전격 사퇴…"특히 여성분들께 진심을 다해 사과"(전문)”. 2019년 8월 11일에 원본 문서에서 보존된 문서. 2019년 8월 11일에 확인함.